# Kwas solny
Kwas solny, kwas chlorowodorowy, HCl – nieorganiczny związek chemiczny z grupy kwasów beztlenowych, będący roztworem wodnym gazowego chlorowodoru. Czasami kwasem solnym nazywa się też roztwór chlorowodoru w innych rozpuszczalnikach polarnych np. w acetonie. Jest silnie żrący.

## Występowanie
Rozcieńczony kwas solny znajduje się w soku żołądkowym człowieka i innych ssaków. W kwaśnym środowisku enzymy trawienne w żołądku katalizują pierwsze etapy rozkładu białek i tłuszczów.

## Otrzymywanie
Kwas solny otrzymuje się poprzez absorpcję w wodzie gazowego chlorowodoru. Jest to proces bardzo silnie egzotermiczny, przez co mieszanina gwałtownie się rozgrzewa. Z tego względu absorpcję prowadzi się przez przepuszczanie gazowego HCl nad powierzchnią wody w absorberze powierzchniowym np. w tzw. turylach. Chlorowodór może pochodzić z reakcji kwasu siarkowego z chlorkiem sodu (solą kamienną; od tej metody pochodzą zwyczajowe nazwy kwasu w wielu językach, np. pol. kwas solny, niem. Salzsäure, ros. соляная кислота, ang. spirit of salt lub muriatic acid, fr. acide muriatique), ze spalania wodoru w chlorze lub być produktem ubocznym innych procesów przemysłowych, np. chlorowania związków organicznych.

## Właściwości

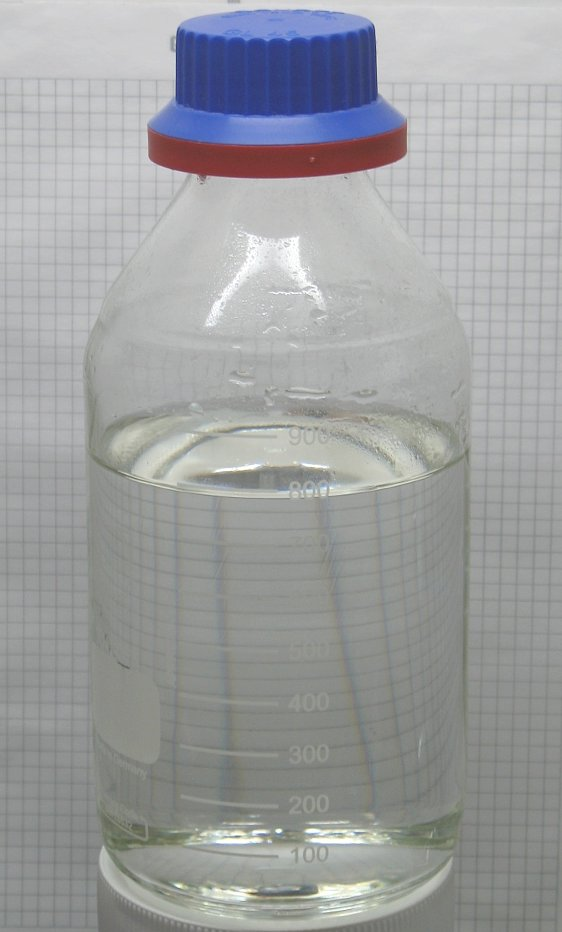
30% roztwór kwasu solnego

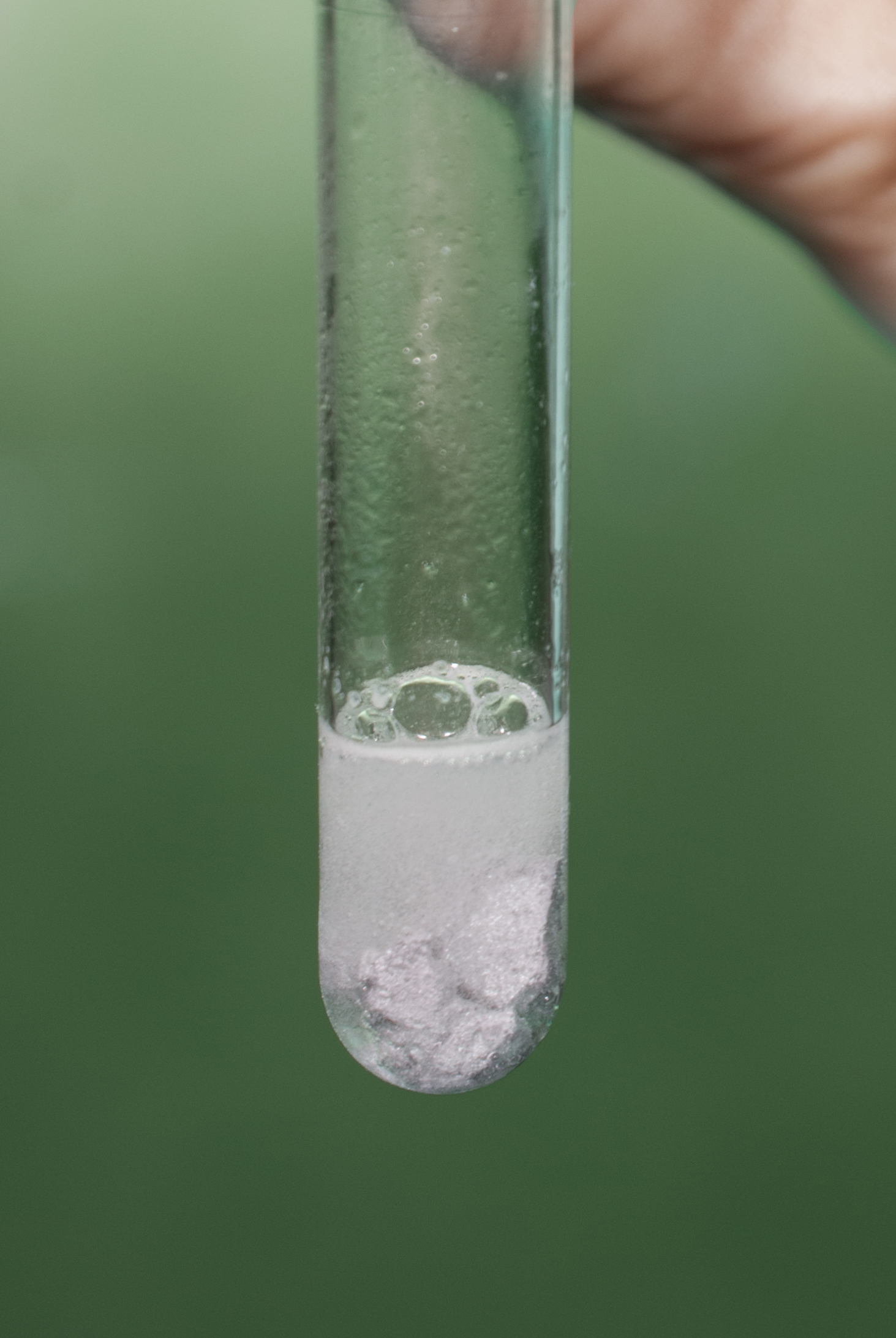
Reakcja stężonego kwasu solnego z cyną.

Czysty kwas solny jest bezbarwny. Niekiedy spotykane żółtawe zabarwienie technicznego kwasu solnego spowodowane jest zanieczyszczeniem jonami żelaza.
Chlorowodór rozpuszczony w wodzie ulega prawie całkowitej dysocjacji:
HCl + H2O → H3O+ + Cl−

W efekcie kwas solny jest jednym z najmocniejszych kwasów nieorganicznych (niska wartość pKa) – jego wartość w skali pKa jest znacznie niższa niż np. kwasu siarkowego czy azotowego. Dla związków tych skala ta nie przedstawia jednak całkowicie prawdziwego obrazu, w związku z czym wobec ich stężonych roztworów stosuje się często funkcję kwasowości Hammetta, która mówi, że są one tak naprawdę od kwasu chlorowodorowego mocniejsze (stężony kwas siarkowy ponad dwukrotnie). Kwas solny nie ma też w dodatku własności utleniających i jest lotny, co sprawia, że jest mniej żrący od mocnych kwasów tlenowych – działaniu stężonego kwasu solnego ulegają m.in. tkaniny, papier oraz skóra. Poza wspomnianymi, do kwasów o mocy większej niż kwas solny należą też kwas nadchlorowy, bromowodorowy, jodowodorowy oraz superkwasy.
Rozpuszczalność chlorowodoru w wodzie spada wraz ze wzrostem temperatury. W temperaturze 0 °C (pod ciśnieniem normalnym) rozpuszczalność HCl w wodzie wynosi 82,3 g/100 g, a w 60 °C 56,1 g/100 g. Maksymalne stężenie kwasu solnego jakie można uzyskać w temp. 0 °C wynosi 45,148% (pod ciśnieniem normalnym). Ze stężonego kwasu solnego ulatnia się gazowy chlorowodór, który z kolei reaguje z wilgocią w powietrzu, tworząc mgłę. Z tej przyczyny stężony kwas solny określa się jako „dymiący”. Kwas solny o stężeniu poniżej 30% nie wykazuje już tendencji do dymienia.
| Stężenie procentowe [%] | 0 °C   | 10 °C  | 20 °C  | 40 °C  |
| ----------------------- | ------ | ------ | ------ | ------ |
| 10%                     | 1,053  | 1,0501 | 1,0471 | 1,0396 |
| 20%                     | 1,1066 | 1,1011 | 1,0968 | 1,0873 |
| 30%                     | 1,1604 | 1,1524 | 1,1468 | 1,1352 |
| 36%                     | 1,1928 | 1,1834 | 1,1771 | 1,1641 |

## Znaczenie biologiczne
Kwas solny jest niezwykle istotnym czynnikiem trawiennym większości zwierząt. Jest on wydzielany w żołądku przez specjalne komórki okładzinowe. Zadaniem kwasu solnego w układzie trawiennym jest:
- aktywowanie nieczynnego pepsynogenu,
- warunkowanie kwaśnego środowiska niezbędnego do trawienia białka przez pepsynę,
- powodowanie pęcznienia tkanki łącznej w mięsie,
- koagulacja białka mleka poprzez utrzymywanie w żołądku zakwaszonej kazeiny,
- działanie antyseptyczne, zabijanie drobnoustrojów lub utrudnianie ich rozwoju,
- ochrona niektórych witamin, które łatwo tracą aktywność w środowisku alkalicznym,
- ułatwianie wchłaniania żelaza i wapnia,
- uczestniczenie w regulacji otwierania i zamykania odźwiernika żołądka.

## Zastosowanie
Jest jednym z najważniejszych kwasów w przemyśle (m.in. przemysł włókienniczy, tworzyw sztucznych, farmaceutyczny, garbarstwo, cukrownictwo, produkcja barwników, ekstrakcja rud). Wykorzystuje się go także do oczyszczania powierzchni metali oraz w geologii do analizy minerałów. Ponadto, wraz z kwasem azotowym tworzy wodę królewską, stosowaną m.in. do roztwarzania metali szlachetnych.

## Ograniczenia w obrocie handlowym
Kwas solny może być wykorzystywany do produkcji narkotyków i jest sklasyfikowany w kategorii 3 rozporządzenia Parlamentu Europejskiego z roku 2004 w sprawie prekursorów narkotykowych.